# Topaz
Topazul, numit și „diamant săsesc” (i.e. de la sași) cu sistemul de cristalizare ortorombic, este un mineral din categoria pietrelor prețioase cu compoziția chimică Al2SiO4(OH, F)2. Ionii hidroxilici (-OH) putându-se combina cu concentrații diferite de fluoride ceea ce determină numărul mare de varietăți de topaz. Topazul prin iradiere cu raze gama, bombardare cu electroni sau încălzire, își schimbă culoarea devenind brun-verzui sau roșcat.
Cu toate că are duritatea 8, are un clivaj bun (se despică ușor) ceea ce îngreunează prelucrarea lui. Spărtura este de culoare sidefie de formă neregulată. Denumirea de „topaz de aur”, „topaz de Madeira” sau „topaz fumuriu” s-a dat unor minerale care nu sunt topaze, au fost numai denumiri comerciale, ca de exemplu „topaz de aur” a fost numit „citrin”, o varietate a cuarțului.

## Răspândire în natură
Se întâlnește în forma caracteristică de cristalizare prismatică sau ca o masă gronțuroasă. Frecvent fiind asociat cu berilul, turmalina și apatitul într-o rocă magmatică acidă de granit sau pegmatit, se mai poate fi întâlnit în rocile metamorfice gneisuri (Brazilia). Alte locuri unde s-au descoperit topaze sunt Cehia, Norvegia, Suedia, Japonia, Mexic, SUA, Sri Lanka, Birmania și Pakistan.
În trecut s-au găsit topaze pe teritoriul Germaniei Saxonia pe Muntele Melcilor în Vogtland de acolo provin topaze șlefuite din timpul lui August cel Tare azi sunt păstrate în „Camera verde” din Dresda și coroana engleză.

## Utilizare
Topazul este folosit frecvent ca o piatră prețioasă de valoare. Cel mai mare topaz găsit până în prezent este un cristal de 271 kg, iar topazul cel mai mare prelucrat (șlefuit) cântărește 4,2 kg.

## Istoric
După relatările naturalistului roman Plinius numele mineralului provine de la insula „Topazos” din Marea Roșie. De fapt acolo nu s-a găsit niciun topaz ci olivină cu care a fost confundat.
O altă sursă a numelui provine dintr-o scriere sanscrită tapas ce înseamnă „foc”.
În anul 1740 a fost un topaz fixat în coroana portugheză, acesta fiind numit „Diamant de Braganza” crezându-se că este vorba într-adevăr de un diamant.